# 大覚寺海山
大覚寺海山（だいかくじかいざん）とは、北太平洋の天皇海山群に位置する海山。約4,300万年前に形成されたとされ、その頂上は海面下約1,000メートルである。